# والتر لورانس
والتر لورانس (بالإنجليزية: Walter Lawrence)‏ هو سياسي أسترالي، ولد في 3 يناير 1895، وتوفي في 24 مارس 1966. انتخب عضو الجمعية التشريعية نيو ساوث ويلز.